# Joanna Rączaszek-Leonardi
Joanna Rączaszek-Leonardi – polska psycholożka, kognitywistka, akademiczka i pedagog.

## Przebieg kariery
Obroniła doktorat w 1995 roku w Center for Complex Systems and Brain Sciences na Florida Atlantic University. 
Habilitowała się w 2012 roku. Jest członkinią Zakładu Psycholingwistyki i Katedry Psychologii Poznawczej Wydziału Psychologii UW, a także piastuje funkcję prodziekana ds. naukowych. Jest również członkinią rady naukowej PAN oraz kierowniczką Human Interactivity and Language Lab.
W l. 2015-16 stypendystka Fulbrighta na University of California, Berkeley.

## Życie osobiste
Jej mąż jest Włochem. Razem mieszkali kolejno w Polsce, Włoszech i Stanach Zjednoczonych.

## Wybrane publikacje
- Rączaszek-Leonardi, J. (2011). Zjednoczeni w Mowie: Względność Językowa w Ujęciu Dynamicznym. Warszawa: Scholar.